# المذباحة (المخادر)

تعديل مصدري - تعديل

المذباحة محلة تابعة لقرية الركة، التابعة لعزلة الشرف بمديرية المخادر إحدى مديريات محافظة إب في الجمهورية اليمنية، بلغ تعداد سكانها 65 حسب تعداد اليمن لعام 2004.